# Sibu (district)
Sibu is een district in de Maleisische deelstaat Sarawak.
Het district telt 248.000 inwoners op een oppervlakte van 3000 km².